# Corpos de processamento
Os corpos de processamento (corpos-P, do inglês P-bodies) são estruturas celulares localizadas no citosol, as quais são responsáveis pela destruição final da maioria das moléculas de RNA, inclusive dos miRNA. Os corpos-P são formados por grandes conjuntos de mRNA associados com enzimas que degradam RNA.